# Tweede Kamerverkiezingen in het kiesdistrict Nijmegen (1850-1888)
Tweede Kamerverkiezingen in het kiesdistrict Nijmegen (1850-1888) geeft een overzicht van verkiezingen voor de Nederlandse Tweede Kamer in het kiesdistrict Nijmegen in de periode 1850-1888.
Het kiesdistrict Nijmegen was al ingesteld in 1848. De indeling van het kiesdistrict werd in 1850 gewijzigd bij de invoering van de Kieswet. Tot het kiesdistrict behoorden vanaf dat moment de volgende gemeenten: Angerlo, Appeltern, Balgoij, Batenburg, Bemmel, Bergh, Bergharen, Beuningen, Didam, Druten, Duiven, Elst, Ewijk,  Gendringen, Gendt, 
Groesbeek, Herwen en Aerdt, Heumen, Horssen, Huissen, Loenen en Wolferen, Millingen, Nijmegen, Overasselt, Pannerden, Ubbergen, Valburg, Wehl, Westervoort, Wijchen en Zevenaar.
In 1858 werd de indeling van het kiesdistrict gewijzigd. Een gedeelte van het kiesdistrict Tiel (de gemeenten Dreumel en Wamel) werd toegevoegd aan het kiesdistrict Nijmegen. De gemeenten Elst en Valburg werden toegevoegd aan het kiesdistrict Arnhem.
In 1864 werd de indeling van het kiesdistrict wederom gewijzigd. De gemeenten Huissen en Westervoort werden toegevoegd aan het kiesdistrict Arnhem.
In 1869 werd de indeling van het kiesdistrict wederom gewijzigd. De gemeenten Dreumel en Wamel werden toegevoegd aan het kiesdistrict Tiel.
In 1878 werd de indeling van het kiesdistrict wederom gewijzigd. Een gedeelte van het kiesdistrict Tiel (de gemeenten Dreumel en Wamel) werd toegevoegd aan het kiesdistrict Nijmegen. De gemeente Duiven werd toegevoegd aan het kiesdistrict Arnhem en de gemeenten Groesbeek, Heumen en Overasselt aan het kiesdistrict Boxmeer.
Het kiesdistrict Nijmegen was in deze periode een meervoudig kiesdistrict: het vaardigde twee leden af naar de Tweede Kamer. Om de twee jaar trad een van de leden af; er werd dan een periodieke verkiezing gehouden voor de vrijgevallen zetel. Bij algemene verkiezingen (na ontbinding van de Tweede Kamer) bracht elke kiezer twee stemmen uit. Om in de eerste verkiezingsronde gekozen te worden moest een kandidaat minimaal de districtskiesdrempel behalen; indien nodig werd een tweede ronde gehouden.
Legenda
- cursief: in de eerste verkiezingsronde geplaatst voor de tweede ronde;
- vet: gekozen als lid van de Tweede Kamer.

## 27 augustus 1850
De verkiezingen waren algemene verkiezingen; zij werden gehouden na ontbinding van de Tweede Kamer na inwerkingtreding van de Kieswet.
|                                    | 27 augustus |
| ---------------------------------- | ----------- |
| Kiesgerechtigden                   | 2.308       |
| Opkomst                            | 1.860       |
| Geldige stemmen                    | 3.659       |
| Blanco stemmen                     | 18          |
| Kiesdrempel                        | 915         |
| Kandidaten                         |             |
| J.A.C.A. van Nispen van Sevenaer   | 1.318       |
| G.E.G.C.K. Dommer van Poldersveldt | 1.292       |
| J.W. Losecaat Vermeer              | 398         |
| W. van Lynden                      | 361         |
| C.E.J.F. van Nispen van Pannerden  | 93          |
| M.J. de Man                        | 44          |

## 8 juni 1852
De verkiezingen waren periodieke verkiezingen; zij werden gehouden vanwege de afloop van de zittingstermijn van een gekozen lid.
|                                    | 8 juni |
| ---------------------------------- | ------ |
| Kiesgerechtigden                   | 2.502  |
| Opkomst                            | 1.437  |
| Geldige stemmen                    | 1.402  |
| Blanco stemmen                     | 17     |
| Kandidaten                         |        |
| G.E.G.C.K. Dommer van Poldersveldt | 1.215  |
| C.E.J.F. van Nispen van Pannerden  | 35     |

## 17 mei 1853
De verkiezingen waren algemene verkiezingen; zij werden gehouden na ontbinding van de Tweede Kamer.
|                                    | 17 mei |
| ---------------------------------- | ------ |
| Kiesgerechtigden                   | 2.552  |
| Opkomst                            | 2.207  |
| Geldige stemmen                    | 4.373  |
| Blanco stemmen                     | 15     |
| Kiesdrempel                        | 1.093  |
| Kandidaten                         |        |
| G.E.G.C.K. Dommer van Poldersveldt | 1.430  |
| J.A.C.A. van Nispen van Sevenaer   | 1.424  |
| W. van Lynden                      | 728    |
| C.E.J.F. van Nispen van Pannerden  | 614    |
| J. Rau van Gameren                 | 123    |

## 13 juni 1854
De verkiezingen waren periodieke verkiezingen; zij werden gehouden vanwege de afloop van de zittingstermijn van een gekozen lid.
|                                  | 13 juni |
| -------------------------------- | ------- |
| Kiesgerechtigden                 | 2.552   |
| Opkomst                          | 1.449   |
| Geldige stemmen                  | 1.422   |
| Blanco stemmen                   | 25      |
| Kandidaten                       |         |
| J.A.C.A. van Nispen van Sevenaer | 1.110   |
| C.G. van Sandick                 | 252     |

## 10 juni 1856
De verkiezingen waren periodieke verkiezingen; zij werden gehouden vanwege de afloop van de zittingstermijn van een gekozen lid.
|                                    | 10 juni |
| ---------------------------------- | ------- |
| Kiesgerechtigden                   | 2.595   |
| Opkomst                            | 1.348   |
| Geldige stemmen                    | 1.259   |
| Blanco stemmen                     | 82      |
| Kandidaten                         |         |
| G.E.G.C.K. Dommer van Poldersveldt | 1.120   |
| J.J.L. van der Brugghen            | 33      |

## 8 juni 1858
De verkiezingen waren periodieke verkiezingen; zij werden gehouden vanwege de afloop van de zittingstermijn van een gekozen lid.
|                                  | 8 juni |
| -------------------------------- | ------ |
| Kiesgerechtigden                 | 2.601  |
| Opkomst                          | 1.205  |
| Geldige stemmen                  | 1.126  |
| Blanco stemmen                   | 75     |
| Kandidaten                       |        |
| J.A.C.A. van Nispen van Sevenaer | 1.049  |

## 12 juni 1860
De verkiezingen waren periodieke verkiezingen; zij werden gehouden vanwege de afloop van de zittingstermijn van een gekozen lid.
|                                    | 12 juni |
| ---------------------------------- | ------- |
| Kiesgerechtigden                   | 2.506   |
| Opkomst                            | 1.196   |
| Geldige stemmen                    | 1.154   |
| Blanco stemmen                     | 28      |
| Kandidaten                         |         |
| G.E.G.C.K. Dommer van Poldersveldt | 1.072   |
| C.G. van Sandick                   | 54      |

## 10 juni 1862 (tussentijds)
Gustaaf Dommer van Poldersveldt, gekozen bij de verkiezingen van 12 juni 1860, overleed op 17 mei 1862. Om in de ontstane vacature te voorzien werd een tussentijdse verkiezing gehouden.
|                         | 10 juni |
| ----------------------- | ------- |
| Kiesgerechtigden        | 2.536   |
| Opkomst                 | 2.060   |
| Geldige stemmen         | 2.032   |
| Blanco stemmen          | 24      |
| Kandidaten              |         |
| C.J.A. Heydenrijck      | 1.084   |
| A. Schouten             | 787     |
| J.J.L. van der Brugghen | 82      |

## 10 juni 1862 (periodiek)
De verkiezingen waren periodieke verkiezingen; zij werden gehouden vanwege de afloop van de zittingstermijn van een gekozen lid.
|                                  | 10 juni |
| -------------------------------- | ------- |
| Kiesgerechtigden                 | 2.536   |
| Opkomst                          | 2.064   |
| Geldige stemmen                  | 2.034   |
| Blanco stemmen                   | 17      |
| Kandidaten                       |         |
| J.A.C.A. van Nispen van Sevenaer | 1.215   |
| W.C.C. Sassen.                   | 784     |

## 14 juni 1864
De verkiezingen waren periodieke verkiezingen; zij werden gehouden vanwege de afloop van de zittingstermijn van een gekozen lid.
|                    | 14 juni |
| ------------------ | ------- |
| Kiesgerechtigden   | 2.472   |
| Opkomst            | 1.101   |
| Geldige stemmen    | 1.027   |
| Blanco stemmen     | 63      |
| Kandidaten         |         |
| C.J.A. Heydenrijck | 991     |

## 12 juni 1866
De verkiezingen waren periodieke verkiezingen; zij werden gehouden vanwege de afloop van de zittingstermijn van een gekozen lid.
|                                  | 12 juni |
| -------------------------------- | ------- |
| Kiesgerechtigden                 | 2.481   |
| Opkomst                          | 1.148   |
| Geldige stemmen                  | 1.115   |
| Blanco stemmen                   | 28      |
| Kandidaten                       |         |
| J.A.C.A. van Nispen van Sevenaer | 904     |
| W.J. Triebels                    | 181     |

## 30 oktober 1866
De verkiezingen waren algemene verkiezingen; zij werden gehouden na ontbinding van de Tweede Kamer.
|                                  | 30 oktober |
| -------------------------------- | ---------- |
| Kiesgerechtigden                 | 2.481      |
| Opkomst                          | 1.682      |
| Geldige stemmen                  | 3.268      |
| Blanco stemmen                   | 90         |
| Kiesdrempel                      | 817        |
| Kandidaten                       |            |
| C.J.A. Heydenrijck               | 1.388      |
| J.A.C.A. van Nispen van Sevenaer | 1.286      |
| W.J. Triebels                    | 317        |
| W. Francken                      | 93         |
| F.P. Bijleveld                   | 56         |
| J.J. van Meerbeke                | 32         |

## 22 januari 1868
De verkiezingen waren algemene verkiezingen; zij werden gehouden na ontbinding van de Tweede Kamer.
|                                  | 22 januari |
| -------------------------------- | ---------- |
| Kiesgerechtigden                 | 2.497      |
| Opkomst                          | 1.402      |
| Geldige stemmen                  | 2.749      |
| Blanco stemmen                   | 39         |
| Kiesdrempel                      | 687        |
| Kandidaten                       |            |
| C.J.A. Heydenrijck               | 1.053      |
| J.A.C.A. van Nispen van Sevenaer | 1.022      |
| W.J. Triebels                    | 359        |
| T.J. Stieltjes                   | 263        |

## 8 juni 1869
De verkiezingen waren periodieke verkiezingen; zij werden gehouden vanwege de afloop van de zittingstermijn van een gekozen lid.
|                    | 8 juni |
| ------------------ | ------ |
| Kiesgerechtigden   | 2.413  |
| Opkomst            | 1.921  |
| Geldige stemmen    | 1.903  |
| Blanco stemmen     | 9      |
| Kandidaten         |        |
| C.J.A. Heydenrijck | 1.289  |
| W.J. Triebels      | 605    |

## 13 juni 1871
De verkiezingen waren periodieke verkiezingen; zij werden gehouden vanwege de afloop van de zittingstermijn van een gekozen lid.
|                                  | 13 juni |
| -------------------------------- | ------- |
| Kiesgerechtigden                 | 2.474   |
| Opkomst                          | 1.711   |
| Geldige stemmen                  | 1.698   |
| Blanco stemmen                   | 11      |
| Kandidaten                       |         |
| J.A.C.A. van Nispen van Sevenaer | 1.206   |
| W.J. Triebels                    | 472     |

## 10 juni 1873
De verkiezingen waren periodieke verkiezingen; zij werden gehouden vanwege de afloop van de zittingstermijn van een gekozen lid.
|                    | 10 juni |
| ------------------ | ------- |
| Kiesgerechtigden   | 2.527   |
| Opkomst            | 1.396   |
| Geldige stemmen    | 1.349   |
| Blanco stemmen     | 42      |
| Kandidaten         |         |
| C.J.A. Heydenrijck | 1.113   |
| Æ. Mackay          | 145     |
| W.J. Triebels      | 30      |

## 1 juni 1875
Joannes van Nispen van Sevenaer, gekozen bij de verkiezingen van 13 juni 1871, overleed op 5 mei 1875. Om in de ontstane vacature te voorzien werd een tussentijdse verkiezing gehouden.
|                                    | 1 juni |
| ---------------------------------- | ------ |
| Kiesgerechtigden                   | 2.574  |
| Opkomst                            | 1.315  |
| Geldige stemmen                    | 1.227  |
| Blanco stemmen                     | 86     |
| Kandidaten                         |        |
| R.A.J.B.M. van Nispen tot Sevenaer | 1.176  |

## 8 juni 1875
De verkiezingen waren periodieke verkiezingen; zij werden gehouden vanwege de afloop van de zittingstermijn van een gekozen lid.
|                                  | 8 juni |
| -------------------------------- | ------ |
| Kiesgerechtigden                 | 2.574  |
| Opkomst                          | 1.998  |
| Geldige stemmen                  | 1.978  |
| Blanco stemmen                   | 11     |
| Kandidaten                       |        |
| C.J.C.H. van Nispen tot Sevenaer | 1.437  |
| W. Francken                      | 517    |

## 11 januari 1876
Carel van Nispen tot Sevenaer, gekozen bij de verkiezingen van 8 juni 1875, trad op 22 december 1875 af vanwege zijn benoeming als raadsheer in het Gerechtshof te Arnhem. Om in de ontstane vacature te voorzien werd een tussentijdse verkiezing gehouden.
|                                  | 11 januari |
| -------------------------------- | ---------- |
| Kiesgerechtigden                 | 2.574      |
| Opkomst                          | 1.121      |
| Geldige stemmen                  | 1.094      |
| Blanco stemmen                   | 29         |
| Kandidaten                       |            |
| C.J.C.H. van Nispen tot Sevenaer | 1.044      |

## 12 juni 1877
De verkiezingen waren periodieke verkiezingen; zij werden gehouden vanwege de afloop van de zittingstermijn van een gekozen lid.
|                                  | 12 juni |
| -------------------------------- | ------- |
| Kiesgerechtigden                 | 2.804   |
| Opkomst                          | 1.660   |
| Geldige stemmen                  | 1.644   |
| Blanco stemmen                   | 15      |
| Kandidaten                       |         |
| C.J.A. Heydenrijck               | 1.175   |
| W.J.J.G. Most                    | 412     |
| G.W. van Rechteren van Appeltern | 32      |

## 10 juni 1879
De verkiezingen waren periodieke verkiezingen; zij werden gehouden vanwege de afloop van de zittingstermijn van een gekozen lid.
|                                  | 10 juni |
| -------------------------------- | ------- |
| Kiesgerechtigden                 | 2.856   |
| Opkomst                          | 1.480   |
| Geldige stemmen                  | 1.434   |
| Blanco stemmen                   | 37      |
| Kandidaten                       |         |
| C.J.C.H. van Nispen tot Sevenaer | 1.347   |
| G.W. van Rechteren van Appeltern | 68      |

## 14 juni 1881
De verkiezingen waren periodieke verkiezingen; zij werden gehouden vanwege de afloop van de zittingstermijn van een gekozen lid.
|                    | 14 juni |
| ------------------ | ------- |
| Kiesgerechtigden   | 2.871   |
| Opkomst            | 1.371   |
| Geldige stemmen    | 1.330   |
| Blanco stemmen     | 37      |
| Kandidaten         |         |
| C.J.A. Heydenrijck | 1.190   |
| H. Duys            | 114     |

## 12 juni 1883 (tussentijds)
Christianus Heydenrijck, gekozen bij de verkiezingen van 14 juni 1881, trad op 10 mei 1883 af vanwege zijn benoeming als lid van de Raad van State. Om in de ontstane vacature te voorzien werd een tussentijdse verkiezing gehouden.
|                  | 12 juni |
| ---------------- | ------- |
| Kiesgerechtigden | 2.964   |
| Opkomst          | 1.926   |
| Geldige stemmen  | 1.884   |
| Blanco stemmen   | 20      |
| Kandidaten       |         |
| A.E. Reuther     | 1.425   |
| W.J.J.G. Most    | 413     |

## 12 juni 1883 (periodiek)
De verkiezingen waren periodieke verkiezingen; zij werden gehouden vanwege de afloop van de zittingstermijn van een gekozen lid.
|                                  | 12 juni |
| -------------------------------- | ------- |
| Kiesgerechtigden                 | 2.964   |
| Opkomst                          | 1.923   |
| Geldige stemmen                  | 1.901   |
| Blanco stemmen                   | 21      |
| Kandidaten                       |         |
| C.J.C.H. van Nispen tot Sevenaer | 1.460   |
| K.W. van Gorkom                  | 374     |

## 29 april 1884
Carel van Nispen tot Sevenaer, gekozen bij de verkiezingen van 12 juni 1883, overleed op 3 april 1884. Om in de ontstane vacature te voorzien werd een tussentijdse verkiezing gehouden.
|                                | 29 april |
| ------------------------------ | -------- |
| Kiesgerechtigden               | 2.929    |
| Opkomst                        | 1.737    |
| Geldige stemmen                | 1.718    |
| Blanco stemmen                 | 13       |
| Kandidaten                     |          |
| M.J.C.M. Kolkman               | 1.328    |
| W.J.J.G. Most                  | 309      |
| C.A.L. van Hugenpoth tot Aerdt | 74       |

## 28 oktober 1884
De verkiezingen waren algemene verkiezingen; zij werden gehouden na ontbinding van de Tweede Kamer.
|                  | 28 oktober |
| ---------------- | ---------- |
| Kiesgerechtigden | 2.929      |
| Opkomst          | 1.807      |
| Geldige stemmen  | 3.584      |
| Blanco stemmen   | 30         |
| Kiesdrempel      | 896        |
| Kandidaten       |            |
| M.J.C.M. Kolkman | 1.404      |
| A.E. Reuther     | 1.400      |
| W.J.J.G. Most    | 355        |
| K.W. van Gorkom  | 330        |

## 15 juni 1886
De verkiezingen waren algemene verkiezingen; zij werden gehouden na ontbinding van de Tweede Kamer.
|                  | 15 juni |
| ---------------- | ------- |
| Kiesgerechtigden | 3.161   |
| Opkomst          | 2.205   |
| Geldige stemmen  | 4.363   |
| Blanco stemmen   | 43      |
| Kiesdrempel      | 1.091   |
| Kandidaten       |         |
| M.J.C.M. Kolkman | 1.647   |
| A.E. Reuther     | 1.641   |
| M.A. van Roggen  | 507     |
| J.G. Gleichman   | 445     |
| W.J. Triebels    | 54      |

## 1 september 1887
De verkiezingen waren algemene verkiezingen; zij werden gehouden na ontbinding van de Tweede Kamer.
|                             | 1 september |
| --------------------------- | ----------- |
| Kiesgerechtigden            | 3.150       |
| Opkomst                     | 1.444       |
| Geldige stemmen             | 2.844       |
| Blanco stemmen              | 44          |
| Kiesdrempel                 | 711         |
| Kandidaten                  |             |
| M.J.C.M. Kolkman            | 1.174       |
| A.E. Reuther                | 1.165       |
| H. Goeman Borgesius         | 238         |
| H.C. Verniers van der Loeff | 237         |

## Voortzetting
Na de grondwetsherziening van 1887 werden de meervoudige kiesdistricten opgeheven; het kiesdistrict Nijmegen werd derhalve omgezet in een enkelvoudig kiesdistrict. De gemeente Gendringen werd toegevoegd aan het kiesdistrict Doetinchem, de gemeenten Appeltern, Balgoij, Batenburg, Bergharen, Dreumel, Druten, Horssen, Wamel en Wijchen aan het kiesdistrict Druten, de gemeenten Bemmel, Beuningen, Ewijk, Gendt en Pannerden aan het kiesdistrict Elst, en de gemeenten Angerlo, Bergh, Didam, Herwen en Aerdt, Wehl en Zevenaar aan het kiesdistrict Rheden. Een gedeelte van het kiesdistrict Boxmeer (de gemeenten Groesbeek en Heumen) werd toegevoegd aan het kiesdistrict Nijmegen. 